# Francisco García Tejero
Francisco de Jerónimo García Tejero (Garray, provincia de Soria, 11 de mayo de 1825-Sevilla, 8 de diciembre de 1909) fue un sacerdote español. Fue prepósito superior de la Congregación del Oratorio de San Felipe Neri de Sevilla (Andalucía, España).

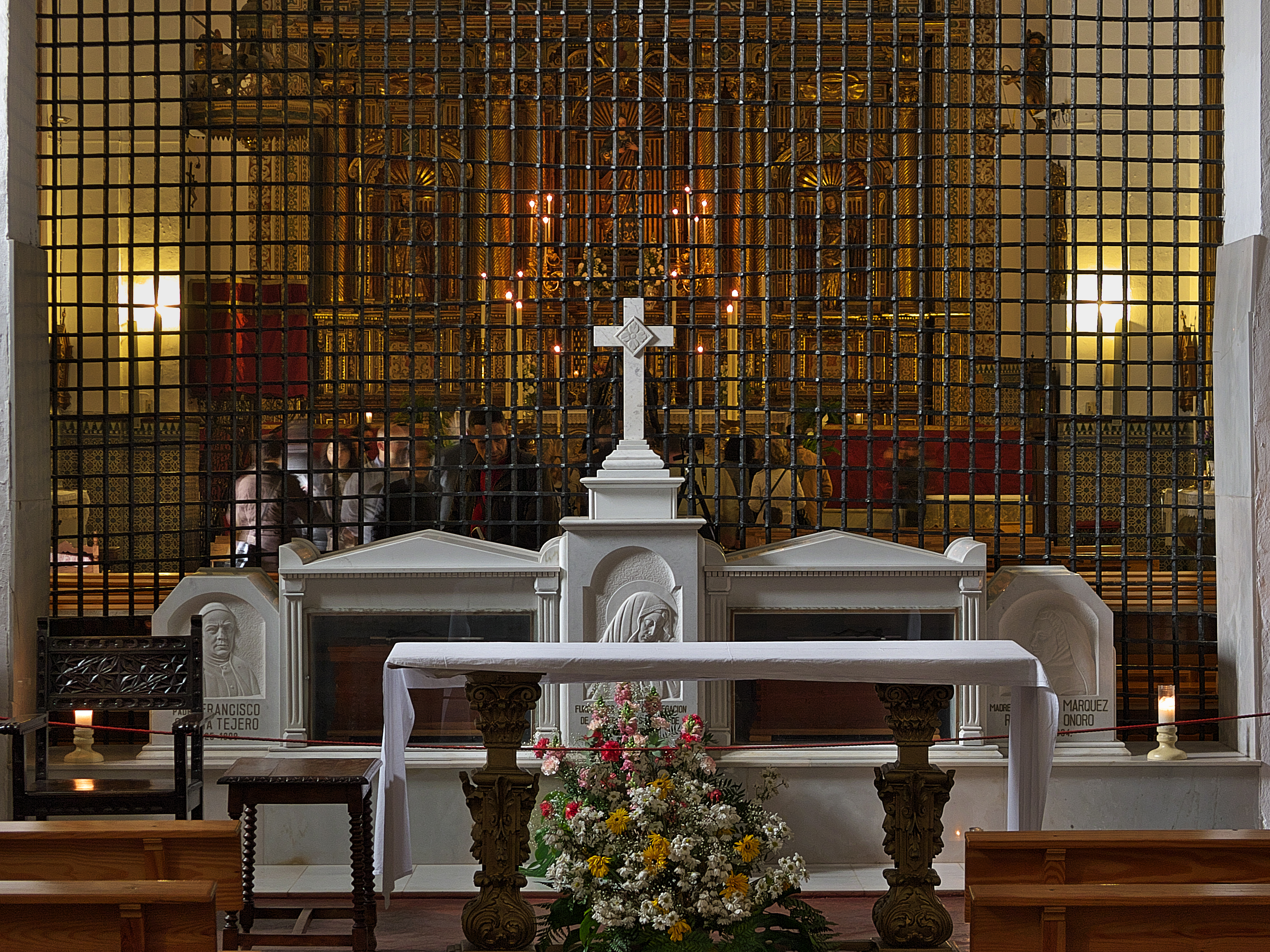
Sepulcro en el coro del Convento de Santa Isabel (Sevilla)

## Biografía
Hijo de Manuel García y fue secretario del Ayuntamiento de Garray; y de Marta Tejero. Bautizado a los dos días de nacer con el nombre de Francisco de Jerónimo, al año siguiente recibió la Confirmación. El 10 de noviembre de 1828 falleció su madre al dar a luz otro hijo, ante el trabajo del padre, este lo lleva a casa de los abuelos maternos en el municipio de Tardesillas, cercano al de Garray. Entrado el año 1834 su padre lo llevó a Fuentes de Andalucía, Sevilla, allí comenzó a trabajar en la tienda de su tío Teodoro. 
En la localidad sevillana el párroco de la iglesia de Santa María la Blanca, intervino ante la negativa su tío por la inclinación al sacerdocio de su sobrino, sin poder impedirlo; en septiembre de 1846 partió a Sevilla a la Universidad de Sevilla donde estudió Filosofía y Teología hasta 1849 que acabó. El 6 de abril de ese año recibió la tonsura del arzobispo de Sevilla cardenal Romo. Estuvo con el sacerdote José María de la Carrera, del oratorio filipense, que fue su confesor y director espiritual, le quitó la idea de ir a las misiones a las Indias, alegando que: Sevilla son tus Indias. El 20 de septiembre de 1851 fue confirmado sacerdote y cantó su primera misa el 5 de octubre en Fuentes de Andalucía, en la parroquia de Santa María la Blanca. Después ingresó en la Congregación del Oratorio de San Felipe Neri de Sevilla.
Pero en la Revolución de 1854 las tropas del general O'Donnell incautaron la casa del Oratorio de Sevilla, y lo utilizaron como cuartel de milicias, siendo expulsados sus moradores. El padre Tejero marchó entonces a la parroquia de San Roque, allí en el barrio tomó contacto con gentes marginales que les dedicó su esfuerzo y tiempo, ganándose el apodo del "cura de los corrales". Restituido el oratorio vuelve de nuevo, pero sin olvidar a aquellas personas de San Roque.

## Fundaciones
Empezó a crear grupos de catequistas y personas caritativas que ayudaron con sus recursos. Estas Congregaciones atendieron a más de 8000 catecúmenos y formaron más de 100 catequistas, pronto se extendió por todas las parroquias de la diócesis. Tras los acontecimientos de 1854, la recesión económica y la pérdida de las colonias americanas, provocó en España un despoblamiento rural que dio lugar a una eclosión en las grandes ciudades; Sevilla se vio desbordada, y tal masificación de gentes trajo consigo la explotación de jóvenes muchachas e incluso la prostitución. El hospital de las Cinco Llagas de Sevilla atendía toda clase de enfermos. El padre Tejero ayudó a salir del abismo a muchas muchachas que habían caído en la mala vida, para ello la monja Rosario Muñoz Ortiz colaboró y prepararon un lugar de acogida en el barrio de Santa Cruz que le llamaron La casa de acogida, pronto se sumó también a esta tarea la monja Dolores Márquez Romero y el 21 de julio de 1589 se fundó la Congregación de Religiosas Filipenses Hijas de María Dolorosa.
Entre las dos monjas llevaron a cabo la obra que inició el padre Tejero, enseñando a las jóvenes a leer, escribir, coser y bordar, dando a la vez catequesis. El 2 de febrero de 1860, Dolores se quedó definitivamente a pesar de las críticas que había volcado en aquella obra. El 21 de noviembre de 1861, finalizan las acogidas en el convento de San José, que había cedido el arzobispo, el cual había visitado varias veces aquella casa y estaba contento con la labor realizada y tanto el alcalde de Sevilla Juan José García de Vinuesa como la Infanta María Luisa, duquesa de Montpensier, ambos ofrecieron su ayuda económica a la obra.
Después de la Revolución de 1868, que le obligó a vivir en Cádiz, a su vuelta estuvo viviendo nueve años con las religiosas Filipenses, pero echaba de menos el Oratorio, la vida fraternal entre sus hermanos filipenses, y emprendió otra nueva obra. Con mucho esfuerzo y sacrificio logró convocar y reunir de nuevo a los miembros y restaurar la congregación.

### Misioneras de la Doctrina Cristiana
Mercedes Trullás y Soler (1843-1926) nació en la ciudad vasca de San Sebastián en 1843. Su padre era militar y fue destinado a Sevilla, por lo que su familia se trasladó a esa ciudad cuando ella tenía solamente dos años. Cuando tiene once años muere su madre y su padre es destinado a La Habana, donde muere meses después. Con 16 años mercedes fue a vivir con otros familiares a Barcelona, donde estudió Magisterio y Música. Posteriormente se casó con Juan García Lusarreta, que muere poco después. Entonces ella vuelve a Sevilla, donde inicia los trámites para ingresar como monja en el convento dominico Madre de Dios. No obstante, poco antes de entrar conoció al padre García Tejero en el convento de Santa Isabel y decidió prestarle ayuda en sus proyectos. El entonces párroco de San Lorenzo, Marcelo Spínola, pagó el alquiler de una vivienda en la calle Guadalquivir, donde el 28 de septiembre de 1878 la monja Mercedes y el padre García Tejero crearon la congregación Misioneras de la Doctrina Cristiana.
La congregación tenía una labor docente, y daba clases a niños y a adultos. Entre esos adultos estaban las cigarreras de la Fábrica de Tabacos, que tuvieron una gran relación con la madre Mercedes. Las reglas de la organización fueron aprobadas por el arzobispo Joaquim Lluch en 1880 y el papa Pío X aprobó en 1913 sus constituciones. Cambiaron su sede un par de veces a lo largo de los años, y en la actualidad tienen su centro docente en la avenida Padre García Tejero de Sevilla, en el barrio de Heliópolis.
El padre García Tejero falleció en 1909. En 1914 la madre Mercedes fundó otro centro en Villalba del Alcor (provincia de Huelva), en 1920 otro en Fuente de Cantos (provincia de Badajoz), en 1924 otro en Fuentes de León (provincia de Badajoz) y en 1926 otro en Aldea del Cano (provincia de Cáceres).

## Su obra
La misión del padre Tejero cuenta en España con 25 comunidades que desarrollan diferentes actividades:
- 6 colegios entre Andalucía, Madrid y Extremadura: colegio Santa Clara (Cazalla, provincia de Sevilla), Colegio Divino Corazón (Madrid), Colegio Nuestra Señora de los Dolores (Guareña, provincia de Badajoz), Colegio Sagrado Corazón (Constantina, provincia de Sevilla), Colegio Nuestra Señora de las Mercedes (Sevilla) y Colegio San José (La Rinconada, provincia de Sevilla).[4]
- Labor social: con los pobres, en suburbios, barrios o aldeas, con una formación integral.
- 10 comunidades en América del Sur y África: 3 en Argentina, 1 en Brasil, 2 en Nicaragua, 2 en Uruguay, 1 en Togo y 1 en Burkina Faso.[1]